# سیستر کورپوریشن
سیستر کورپوریشن (انگلیسی: Psystar Corporation) شرکت سخت‌افزار آمریکایی است، که در سال ۲۰۰۱ تأسیس شد.